# Métropole orthodoxe grecque de Nouvelle-Zélande
La métropole orthodoxe grecque de Nouvelle-Zélande (Μητρόπολη Νέας Ζηλανδίας) est une juridiction de l'Église orthodoxe en Nouvelle-Zélande dont le siège est à Wellington, rattachée canoniquement au Patriarcat œcuménique de Constantinople. L'évêque porte le titre de Métropolite de la Nouvelle-Zélande, Exarque de l'Océanie.